# Epipagis triserialis
Epipagis triserialis là một loài bướm đêm trong họ Crambidae.